# Tünsdorf

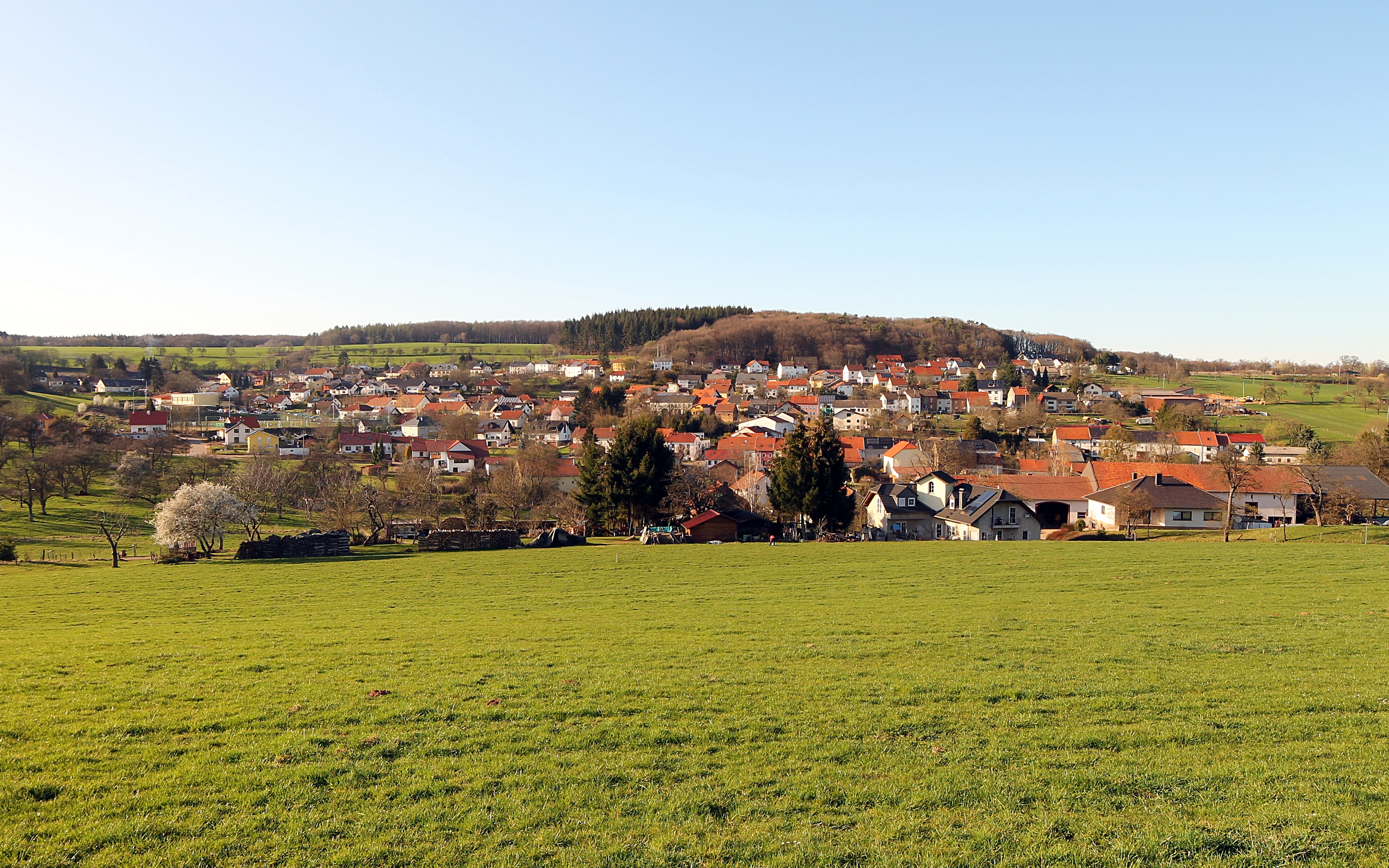
Blick aus südlicher Richtung auf Tünsdorf

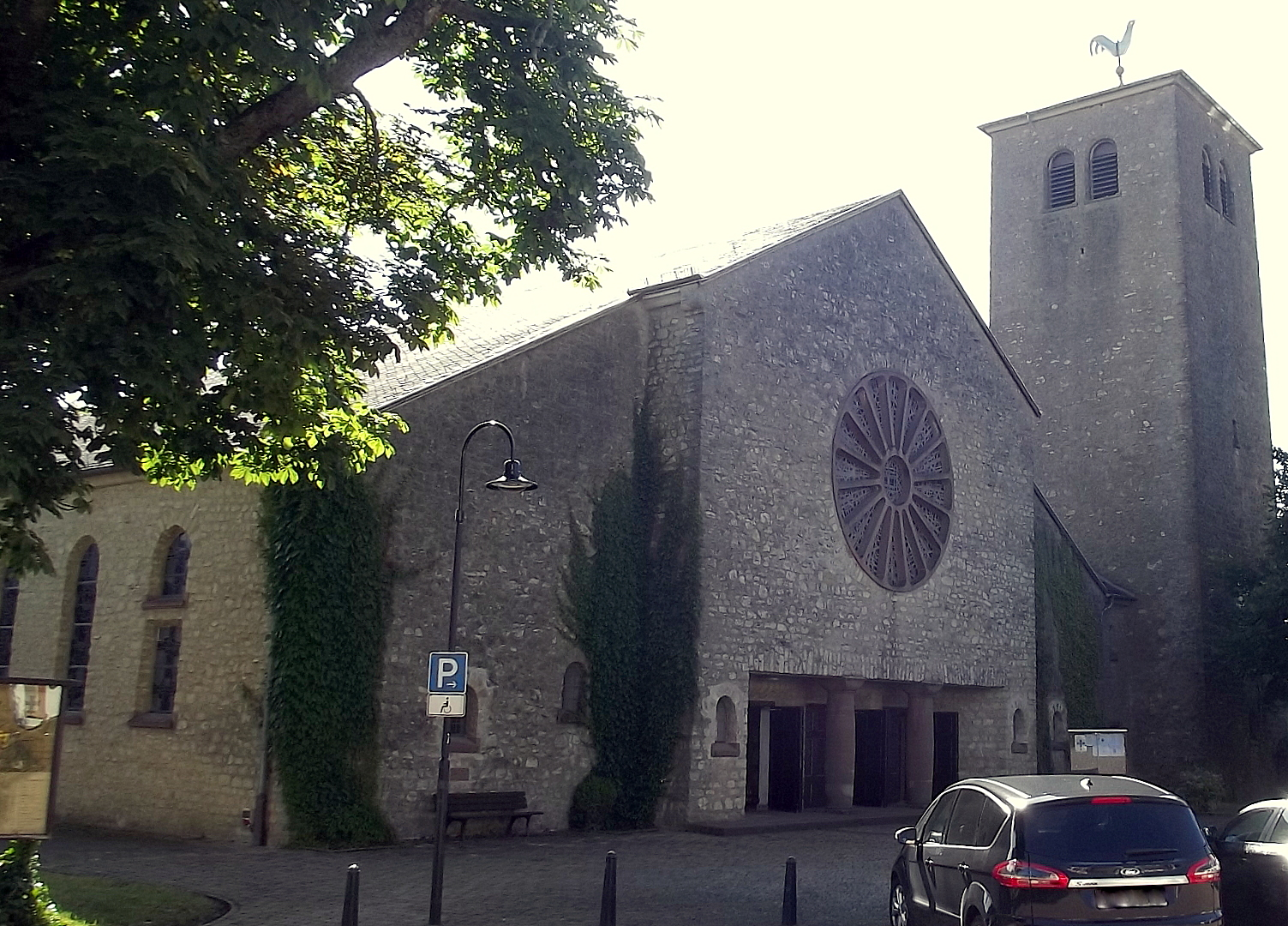
Pfarrkirche St. Martin in Tünsdorf

Tünsdorf ist ein Ortsteil der Gemeinde Mettlach im Landkreis Merzig-Wadern (Saarland). Bis Ende 1973 war Tünsdorf eine eigenständige Gemeinde.

## Geschichte
Tünsdorf geht auf eine römische Siedlung zurück. Der heutige Ort ist aus den drei Siedlungskernen Ober-, Mittel- und Untertünsdorf entstanden. Im Mittelalter stellte es mit seiner Martinspfarrei, der die umliegenden Orte zugehörten, den Mittelpunkt des Saargaues dar. 1941 war Tünsdorf der Standort eines serbischen Arbeitskommandos. Während des Zweiten Weltkriegs befand sich im Ort außerdem ein Lager für sowjetische Kriegsgefangene, und im Sommer 1941 wurde dort ein großes Arbeitskommando aus dem SS-Sonderlager Hinzert eingesetzt.

## Politik
Durch die Gebiets- und Verwaltungsreform im Saarland 1974 wurde Tünsdorf zum 1. Januar 1974 Ortsteil der Gemeinde Mettlach.

### Wappen
Das Wappen wurde am 28. Mai 1962 durch das Ministerium des Innern genehmigt und galt bis zur Auflösung der Gemeinde im Jahr 1974.
Blasonierung: „In Silber über grünem Dreiberg schwebend ein schwarzes Vortragskreuz.“

## Sehenswürdigkeiten
Das ehemalige Kloster in Tünsdorf stammt aus der Barockzeit. In der Krypta befindet sich eine Reliquie der Teresa von Avila. In der Klosterschule werden heute Vorträge und Kurse abgehalten. Seit 2007 ist das alte Kloster in Privatbesitz. Die ehemalige Getreidemühle Neumühle dient heute als Meditationszentrum.
Zwei Kapellen aus dem 17. Jahrhundert, ein St.-Martins-Denkmal und eine Lourdesgrotte aus dem 20. Jahrhundert zeugen von der religiösen Tradition. Der US-amerikanischen Künstler Matt Lamb gestaltete die Taufkapelle Maria Königin.
Am Martinsbrunnen soll St. Martin, der auf dem Weg nach Trier dreimal Station in Tünsdorf machte, Taufen vorgenommen haben.
In der ehemaligen Dorfschmiede sind alte Arbeitsgeräte erhalten geblieben.

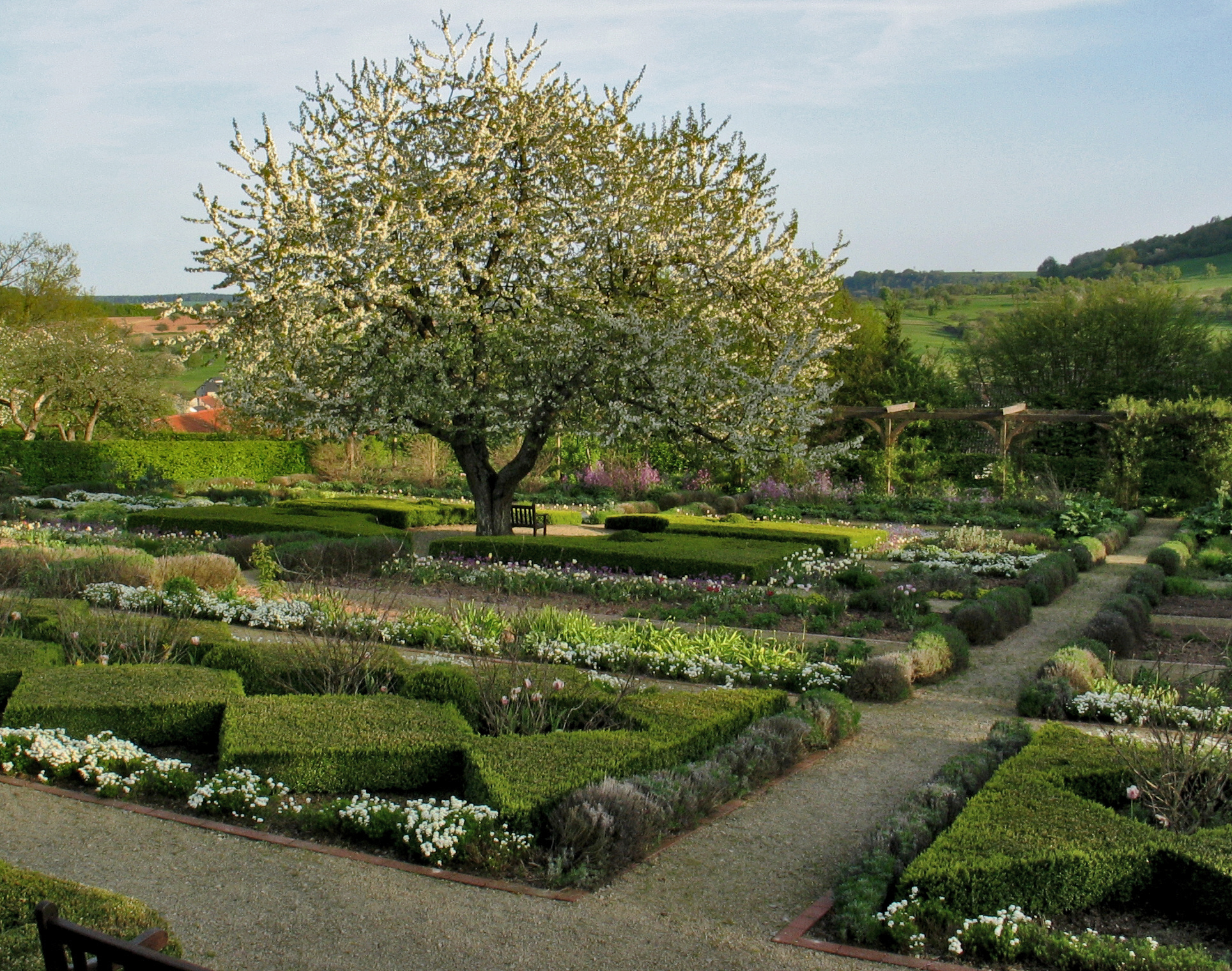
Klostergarten Tünsdorf (2008)

Im Rahmen des Projekts Gärten ohne Grenzen wurde 2008 der Bauerngarten am ehemaligen Kloster in Tünsdorf angelegt. Für den Erhalt der alten Streuobstwiesen wirbt der ObstWiesenWeg, der vom Tünsdorfer Kirchplatz Richtung Wehingen führt. Er besteht streckenweise aus einer Obstbaum-Allee.

## Regelmäßige Veranstaltungen
An Mariä Himmelfahrt findet jährlich das Pfarrfest der Pfarrei St. Martin mit Prozession zur Lourdesgrotte auf dem Kewelsberg statt. 

## Persönlichkeiten
- Johann Peter Welter (1823–1881), Gutsbesitzer und Politiker, Mitglied der Frankfurter Nationalversammlung
- Willi Massa (1931–2001), Theologe, Homiletiker und Meditationslehrer sowie Mitgründer und Leiter der Neumühle – Europäisches Zentrum für Meditation und Begegnung